# Ворожбянская городская община
Ворожбянская городская общи́на (укр. Ворожбянська міська громада) — территориальная община в Сумском районе Сумской области Украины.
Административный центр — город Ворожба.
Население составляет 8 413 человек. Площадь — 152,4 км².

## Населённые пункты
В состав общины входят один город и 12 сёл:
город:
- г. Ворожба

сёла:
- Воронино
- Анновское
- Гезовка
- Кальченки
- Крыжик
- Николаевка-Терновская
- Нагорновка
- Сергеевка
- Цимбаловка
- Червоное
- Череватовка
- Шкуратовка